# 1800.
1800. je prvo desetletje v 19. stoletju med letoma 1800 in 1809. 